# Careca (ur. 1943)
Careca, właśc. Jesus Carlos da Silva (ur. 27 września 1943 w Baldim) – brazylijski piłkarz, występujący podczas kariery na pozycji bramkarza.

## Kariera klubowa
Careca karierę piłkarską rozpoczął w klubie Democrata Sete Lagoas, gdzie grał w latach 1964–1967. W 1968 roku przeszedł do Clube Atlético Mineiro. W Atlético Mineiro zadebiutował 15 grudnia 1968 w zremisowanym 0-0 meczu z Caldense Poços de Caldas. Z Atlético Mineiro zdobył mistrzostwo stanu Minas Gerais – Campeonato Mineiro w 1970 oraz mistrzostwo Brazylii 1971, choć pełnił wówczas rolę rezerwowego.
Nie mogąc wygrać rywalizacji z Urugwajczykiem Ladislao Mazurkiewiczem, w 1973 roku zdecydował się na transfer do pierwszoligowego Comercial Campo Grande. W lidze zadebiutował 26 sierpnia 1973 w przegranym 0-1 spotkaniu z CR Flamengo. Z Comercialem zajął 26. miejsce w lidze(na 40 klubów). Careca rozegrał w lidze 27 z 28 spotkań. W 1974 roku powrócił do Clube Atlético Mineiro. W nowych barwach zadebiutował w lidze 5 czerwca 1974 w wygranym 3-1 meczu z Goiás EC. Careca po raz ostatni wystąpił w I lidze brazylijskiej 9 listopada 1975 w remisowanym 1-1 meczu z São Paulo FC. Ogółem w I lidze brazylijskiej rozegrał 36 spotkań. Ostatni raz w barwach Atlético Mineiro wystąpił 14 marca 1976 w wygranym 3-0 wyjazdowym meczu z Tupi Juiz de Fora w lidze stanowej Minas Gerais. Ogółem w barwach klubu z Belo Horizonte wystąpił w 166 meczach. W późniejszych latach występował jeszcze w São José EC, Valeriodoce Itabira i Democrata Sete Lagoas, w której zakończył karierę.

## Kariera reprezentacyjna
Careca ma za sobą powołania do reprezentacji Brazylii. W 1975 roku był członkiem kadry na Copa América 1975. Na turnieju był rezerwowym i nie wystąpił w żadnym meczu. Careca nigdy nie wystąpił w reprezentacji.